# ده زندگی
ده زندگی (به انگلیسی: Dasavathaaram) فیلمی محصول سال ۲۰۰۸ و به کارگردانی کی. اس. راویکومار است. در این فیلم بازیگرانی همچون کمال حسن، آسین، مالیکا شراوات، جایا پرادا، رکا هریس و ناگش ایفای نقش کرده‌اند.